# コビハ
コビハ（スペイン語: Cobija）は、ボリビアのパンド県の都市である。首都のラパスから北に約600kmの距離に位置する。

## 地理
アマゾン盆地に位置し、ブラジルと国境を接する。アマゾン川の支流であるアクレ川沿いに位置し、対岸にはブラジルの都市Brasiléiaがある。平均標高は280mで、気候は熱帯雨林気候である。
人口は29,922人（2007年）で、パンド県の県都である。

## 歴史
- 2024年2月27日 - ボリビア国内で集中豪雨。コビハ市内ではアクレ川が氾濫し、人々がボートで避難する規模の冠水が見られた[1]。

## 交通
空港
- Capitan Anibal Arab Airport